# معركة نيالا
أنتهت المعركة بسيطرة الدعم السريع على فرقة نيالا وإنسحاب قوات الجيش إلى مدينة بابنوسة 
إدعت جهات إعلامية تابعة للدعم السريع بسقوط ألفي قتيل من الجيش وشرطة الاحتياطي والمستنفرين 
أدعت بعض مصادر الهلال الاحمر السوداني سقوط ١٨ ألف قتيل من قوات الدعم السريع والمليشيات المتحالفة معه
خلفت المعركة مقتل العشرات من المدنيين 
حدثت عمليات نهب كبيرة غالبيتها قام بها أفراد ينتمون للدعم السريع 
ما زالت المدينة تتعرض للنصف الجوي من قبل الطيران العسكري السوداني

## معركة نيالا
هدفت هذه المعركة للسيطرة على نيالا، عاصمة جنوب دارفور في السودان، وكانت المواجهة ما بين القوات الدعم السريع (بالإنجليزية: Rapid support forces)‏ والقوات المسلحة السودانية خلال حملة دارفور المستمرة.ووقعت المعركة الأولى بين 15 و 20 نيسان 2023، تم الإبلاغ فيها عن مئات القتلى.
توقفت الاشتباكات بفضل وقف إطلاق النار الذي طالب فيه المدنيون في 20 نيسان. اندلعت اشتباكات متقطعة بين أيار وتموز. وفي آب 2023، شنت قوات الدعم السريع هجومًا على المدينة. وكانت قد شنت القوات المسلحة السودانية حملات جوية ضد قوات النظام السريع في نيالا، مما أسفر عن وقوع العديد من الضحايا المدنيين في طيبة والمطار. في أواخر أيلول، حاصرت قوات الدعم السريع مقر الفرقة السادسة عشر للمشاة التابعة للقوات المسلحة السودانية، واستولوا عليه في 26 تشرين الأول.

## الأحداث الرئيسية
في صباح يوم 15 نيسان 2023، بدأ جنود القوات الدعم السريع سلسلة من الهجمات على مباني رئيسية في الخرطوم، خصيصاً مطار الخرطوم الدولي. في حين تمكنت قوات الدعم السريع من السيطرة على المطار الدولي، استمرت الاشتباكات في شوارع الخرطوم والمدن المجاورة مثل أم درمان وبحري. كما احتلت قوات الدعم السريع القصر الرئاسي ومقر إقامة الرئيس السوداني السابق عمر البشير، وشنت هجمات على قاعدة عسكرية. وثق مستخدمون على الفيسبوك وتويتر بثاً مباشراً للقوات الجوية السودانية وهي محلقة فوق المدينة وتستهدف أهداف قوات الدعم السريع.

## تاريخ النزاعات في السودان
تاريخ النزاعات في السودان يتكون من غزوات أجنبية ومقاومة، وتوترات عرقية، ونزاعات دينية، وصراع على الموارد. في عصرها الحالي، شهدت السودان حربين أهليتين بين الحكومة المركزية والمناطق الجنوبية أسفرت عن مقتل 1.5 مليون شخص، والنزاع مستمر في منطقة دارفور الغربية أدى إلى نزوح ما يزيد عن مليوني شخص ومقتل أكثر من 200,000 شخص. منذ استقلالها في عام 1956، شهدت السودان أكثر من خمسة عشر انقلابًا عسكريًا وحكماً عسكرياً لمعظم فترات وجود الجمهورية، مع فترات قصيرة من الحكم الديمقراطي المدني البرلماني.

## ما قبل الحرب
كانت نيالا واحدة من أكبر ملاذات اللاجئين في دارفور في فترة الحرب، وتعرضت بشكل كبير أيضًا لهجمات الجيوش المتحاربة. وقد أدى ذلك إلى أن تكون نيالا مدينة تشهد كميات هائلة من الحروب والمعارك على مدى العقود القليلة الماضية.

## معركة نيالا الأولى في (15 -20) نيسان.
بدأت النزاعات في الصباح من يوم 15 نيسان. نظرًا لبدء القتال، تم إغلاق جميع الأسواق والمدارس في نيالا، وحُثَّ المدنيين على البقاء في منازلهم. أعلن مستشفى نيالا أن ستة مدنيين قتلوا في وقت مبكرمن الاشتباكات. وقعت معظم الاشتباكات داخل المدينة، وأسفر الهجوم على السوق عن مقتل ثلاثة أشخاص. وزعمت القوات المسلحة السودانية صدها لهجوم شنته قوات الدعم السريع على مطار نيالا الدولي وقواعد قيادة الجيش السوداني المنطقية المجاورة له. قُتِل على الأقل إحدى عشرة شخصًا في نيالا والخرطوم، وأصيب أكثر من ستة عشر آخرين في نيالا في اليوم الأول من القتال. زعم مراقبون محليون آخرون أن 22 شخصًا قتلوا في اليوم الأول فقط.
بحلول 16 نيسان، سجلت نيالا أكبر عدد من الوفيات، ووقعت اشتباكات عند قواعد القوات المسلحة السودانية وبالقرب من مستشفى نيالا.واستولت قوات الدعم السريع على مطار نيالا في 16 نيسان، بعد هجوم استمر 90 دقيقة دفع بالقوات السودانية إلى الأحياء الشرقية للمدينة.
في معارك كبكابية، قُتل ثلاثة عمال إغاثة من برنامج الأغذية العالمي، مما دفع المنظمة إلى تعليق جميع أنشطتها في دارفور، بما في ذلك نيالا. كانت هناك قليل من المعلومات المتاحة حول الهجمات المستمرة في 16 نيسان أو حصيلة القتلى المدنيين، نظرًا لضبابية الحرب.
تم نهب عدة مكاتب لوكالات الأمم المتحدة في نيالا من قبل قوات الدعم السريع، بما في ذلك برنامج الأغذية العالمي، المفوضية السامية لشؤون اللاجئين، واليونيسيف. وأفادت منظمة أطباء بلا حدود أنه لم يعد بإمكانهم إجراء أنشطة إغاثة في المدينة، حيث تم نهب مكاتبهم في نيالا. بالإضافة إلى ذلك، استولت قوات الدعم السريع على وزارة المالية في جنوب دارفور في ذلك اليوم، وأدت الاشتباكات بين القوات العسكرية وقوات الدعم السريع في أحياء الوادي، القير، والسريف إلى فرار المدنيين. وبسبب القتال قُطِعَت إمدادات مخيم السلام للاجئين، الذي يقع بجوار نيالا. واستطاعت قوات الدعم السريع تعزيز سيطرتها على مقر الفرقة السابعة من الجيش السوداني.
بحلول 18 نيسان، تراجعت حدة القتال جزئيًا، وأفادت التقارير بأن مسلحين مجهولين على ركشات يُزعم أنهم متحالفون مع قوات الدعم السريع يجوبون المدينة، ينهبون المنظمات غير الحكومية وينهبون المحال التجارية. وقعت عمليات سرقة في بورصة نيالا للمحاصيل ومقر الشرطة، في المنطقة الصناعية من المدينة. في مساء 18 نيسان، توقفت مستشفى نيالا المركزي عن العمل بسبب انقطاع التيار الكهربائي. نُقِلَ المرضى المصابين إلى مستشفى نيالا التعليمي والمستشفى السوداني التركي، المستشفيين الآخرين اللذين يعملان في المدينة. توقفت عمليات منظمات طبية أخرى، بما في ذلك أطباء بلا حدود، بسبب عدم قدرتهم على الوصول إلى المدنيين خلال القتال. استمرت معظم الاشتباكات بالقرب من مطار نيالا الدولي ومقر الفرقة السادسة عشر من الجيش السوداني المجاور له.
ظهرت تقارير إضافية عن مسلحين ينتمون إلى قوات الدعم السريع في نيالا في 19 نيسان، مع تراجع العنف بشكل أكبر. في هذا الوقت تقريباً، كانت القوات المسلحة السودانية تسيطرعلى قاعدة الفرقة السادسة عشر، بينما كانت قوات الدعم السريع تسيطرعلى المطار، حيث أفاد أحد السكان بأنهم "يسيطرون على المنطقة بنسبة 50%." حدثت احتجاجات للمدنيين في أحياء الليل ضد كل من قوات الدعم السريع والقوات المسلحة السودانية.
في 20 نيسان، أدى وقف إطلاق النار الذي وسطه المدنيون إلى توقف القتال بين قوات الدعم السريع والقوات المسلحة السودانية. وعاد مستشفى نيالا المركزي أيضًا بإجراء عملياته مجددًا، حيث عادت الكهرباء إلى المدينة. استمرت بعض الاشتباكات في شمال المدينة في وقت لاحق من اليوم، ولم تتم إزالة الحواجز الأمنية التي نصبها المدنيون. بحلول 20 نيسان، كانت قوات الدعم السريع في أحياء المطار مثل المطار والرياض والملجأ. كما كانت قوات الدعم السريع تسيطر أيضًا على خدمات الاستخبارات في جنوب دارفور ومقر شرطة نيالا، في الجانب الشرقي من المدينة. كانت القوات المسلحة السودانية تسيطر على العديد من المستودعات والوزارات ومقر الجيش أيضًا.

## وقف إطلاق النار ساري المفعول (21 نيسان- 5 أيار)
استمر وقف إطلاق النار حتى شهر أيار. أعلن مستشفى تركيا في نيالا أن المنطقة حول المستشفى شهدت تباطؤًا في القتال، وأن معظم المستشفيات قادرة على استئناف عملها. حُرقت وزارة التربية في المدينة في 21 نيسان، على الرغم من وقف إطلاق النار. تم جمع ثماني جثث من قبل المدنيين في الأيام التالية للمعركة في مناطق لم يتمكنوا من الوصول إليها بسبب القتال. عاد السوق أيضًا، على الرغم من ارتفاع الأسعار. في الوقت نفسه، تم إطلاق سراح سجناء في سجن نيالا بسبب نقص الطعام والسلع الكافية لاحتجازهم. بلغ عدد القتلى المؤقت في المعركة أكثر من 60 مدنيًا قتلوا، و279 جريحًا.
اندلعت اشتباكات مرة ثانية في نيالا في السادس من أيار، بعد محاولة مقاتلي الدعم السريع نهب المستودعات في حي النهبة الذي يسيطر عليه الجيش السوداني.انتشر القتال بعد ذلك إلى حيين آخرين. بحلول السابع من أيار، أفادت قناة الجزيرة بأن القوات السودانية أخرجت مقاتلي الدعم السريع من نيالا. بعد ذلك، ارتفعت حالات السرقة بشكل كبير في المدينة، وأغلقت العديد من الأسواق.

## الاشتباكات (18 أيار- 8 آب)
في 15 أيار، وقّع 80 قائدًا من قبائل جنوب دارفور على وثيقة تحث فيها قوات الدعم السريع والقوات المسلحة السودانية على وقف القتال. ومع ذلك، اندلعت الاشتباكات من جديد في 18 أيار في بنك نيالا المركزي بعد نزاع بين جنود الدعم السريع الساخطين مع قوات الجيش السوداني الذين كانوا يستلمون رواتبهم. في 21 أيار، اغتصب عناصر من الدعم السريع 24 فتاة، بعضهن لا يتجاوز عمرهن 14 عامًا، في فندق الدمان بالمدينة وتمكنت بعض الفتيات من الهروب. في 19 أيار، اقتحم مقاتلو الدعم السريع ونهبوا مكاتب منظمات غير حكومية، بينما قام المدنيين بتحصين منازلهم وحفر حفريات حول أحيائهم لمنع هجمات الدعم السريع.
في 20 أيار، تم حرق قرية أبو آدم بالقرب من نيالا، من قبل مسلحين يُزعم أنهم من قوات الدعم السريع، كما أظهرت لقطات الأقمار الصناعية في أواخر أيار.
تم أيضًا إحراق عدة أسواق في المدينة، وأفاد السكان بأن مضخات المياه كانت أيضًا خارج الخدمة. اندلعت اشتباكات جديدة في نيالا في 23 أيار، مما أسفر عن مقتل 28 شخصًا بين 20 و23 أيار في المدينة. بعد عدة أيام، تم اكتشاف المزيد من الجثث في سوق نيالا.في ذلك الوقت، كانت نيالا تعاني منضعف الإتصال بالإنترنت بسبب هجمات قوات الدعم السريع على أبراج سوداتل على أطراف المدينة.أكد ناشطون محليون أن 600,000 لاجئ كانوا بدون مساعدة في المدينة.
في 29 أيار، أفاد مدرس فر من حي الوادي في نيالا بأن القصف ما زال مستمرًا على أطراف المدينة، مع سيطرة القوات المسلحة السودانية على الداخل والجسر. وأشار المدرس أيضًا إلى أن العديد من المدنيين النازحين داخليًا فروا إلى الأجزاء الجنوبية من المدينة، بالأخص مدرسة كراري التقنية. استأنفت الاشتباكات العفوية في 14 حزيران في السوق الرئيسي بعد أن قام مسلحون مجهولون بسرقة المتاجر. في القتال، قتل عثمان حامد، المدير المالي لشمال نيالا. في 25 يونيو، بدأت اشتباكات أشد حدة، مما أسفر عن مقتل 21 مدنيًا. في مخيم أوتاش للاجئين، أصيب تسعة أشخاص. تعرض متحف نيالا للقصف أيضًا، مما دفع الخبراء إلى القلق من أن الداخل قد يتعرض للضرر. بين 22 و26 يوليو، قتل ثلاثون شخصًا في المعارك.
بعد ذلك، ساد الهدوء حتى 9 آب، عندما قتل شخصان في تجدد الاشتباكات، وأصيب أكثر من 100 آخرين.

## اشتباكات شهر آب
بحلول 12 آب، لاحظ السكان المحليون زيادة كبيرة في القوة النارية والقصف، مشيرين إلى أن "الصواريخ كانت تمطر على المنازل". بحلول 14 آب، بعد خمسة أيام فقط من الاشتباكات، أبلغ مستشفى الوحدة عن ثلاثين حالة من جراح الرصاص، وأبلغ الدعم السريع عن 43 حالة من الضحايا المدنيين. تركزت القذائف بشكل رئيسي على أحياء كراري ووادي الغربي وتكساس، جميعها بالقرب من مقر الفرقة السادسة عشر للجيش. أعلنت منظمة الهجرة الدولية أن 4,000 أسرة أصبحت لاجئة منذ بدء الاشتباكات في آب. أصدرت وزارة الخارجية بيانًا يندد بارتفاع العنف. في 16 آب، قتل ثلاثة أشخاص بواسطة المدفعية خلال حفل تلاوة القرآن في مخيم أوتاش. قام مقاتلو الدعم السريع أيضًا بالتحرك في السوق الكبير في نيالا، وبإغلاقه عن المدنيين. بحلول 18 آب، كانت أشد الاشتباكات تركز في أحياء كراري والوادي وتكساس. وأشار السكان أيضًا إلى أن "النيالا المركزية تشبه بلدة الأشباح".
في 21 آب، تم اغتيال قائد الفرقة السادسة عشر في الجيش السوداني، ياسر فضل الله، من قبل خلية خامسة داخل الفرقة السادسة عشر، كما أعلنت صفحة القوات المسلحة السودانية أنه اغتيل على يد "الغدر والخيانة" في منشور على فيسبوك. تحدثت مصادر إلى الحدث أفادت بأن فضل الله حفر قبره بنفسه في القاعدة كإشارة منه على استعداده للموت من أجل الانتصار على الدعم السريع، قبل أن يتم اغتياله. في نفس اليوم، هرب 50,000 لاجئ ، وقٌتِلَ 60 مدنيًا وأُصيَب 250 آخرون منذ تجدد الاشتباكات. ردًا على ذلك، بدأت قوافل المساعدات من الدعين في الوصول إلى نيالا.

## مذبحة جسر طيبة
قُتِلَ أربعة وأربعون شخصًا، بالغالب نساء وأطفال، في غارة جوية في 23 آب، أثناء إيوائهم تحت جسر طيبة حيث كانت معظم مداخل ومخارج المدينة محاصرة. قُتلت خمس عائلات بأكملها، وفُقِدَ ما يقارب من 3 إلى 4 أفراد من كل عائلة. كان العديد من القتلى من أحياء طيبة والسكة الحديدية، اللتان سيطرت عليهما القوات السريعة الدعم حديثًا. كانت الغارة الجوية أكبر حصيلة يومية من القتلى في معركة نيالا. ذكر الصحفي القائم في نيالا أحمد جوجة أن مذبحة جسر طيبة لم تكن الوحيدة في المدينة خلال التصعيد الجديد للقتال، وإنما كانت لا يمكن الوصول إليها من أجل الحصول على معلومات عنها بسبب الاشتباكات. اتهمت الدعم السريع القوات المسلحة السودانية بقصف حي طيبة الذي يسيطر عليه الدعم السريع بشكل عشوائي، وبارتكاب مذبحة جسر طيبة. لم تصدر القوات المسلحة السودانية بيانًا بشأن الغارة الجوية.
في نفس اليوم، وصلت قوافل من قوة دارفور المشتركة إلى نيالا لتقديم المساعدات للمدنيين، وأكد القائد الملازم العقيد حسين يعقوب أن القوة تتمسك بالحياد بشكل صارم. استنكر الحزب الشيوعي السوداني وصول قوة دارفور المشتركة، مدعيًا أنهم حضروا فقط بعد وقوع المجزرة. أعلنت منظمة أطباء بلا حدود أن جميع موظفيها في نيالا كانوا غير قادرين على المغادرة، وتعرضوا لاقتحام منازلهم من قبل المقاتلين واستخدام المدنيين كدروع بشرية. بحلول بداية أيلول، كانت مناطق التكساس، والكراري، والأجزاء الجنوبية من المدينة أشد مناطق القتال، وأشار السكان إلى أن نيالا أصبحت بلدة مهجورة بسبب القصف التعسفي واقتحامات الدعم السريع لمنازل المدنيين. تم استعادة خدمة الهاتف المحمول في 11 أيلول.

## أيلول 2023، غارة نيالا الجوية: السودان
في 13 أيلول، شنت القوات المسلحة السودانية غارات جوية على سوقين في نيالا، مما أسفر عن مقتل 40 شخصًا، وهو أعلى عدد من القتلى منذ بداية غاراتهم على المدينة في الثالث من أيلول. وقعت الغارة الجوية في أحياء المطار وتكساس. دُمِرَت العديد من المنازل والمتاجر، وبحلول 14 أيلول، كانت هناك جثث تحت الأنقاض في العديد من المواقع. وكان أحد الأسواق الرئيسية المستهدفة سوق الملجأ.

## حصار الفرقة السادسة عشر (23 أيلول - 26 تشرين الأول)
تجددت الاشتباكات في نيالا في 22 أيلول، مع انخفاض الإتصال بالإنترنت في ظل تقارير عن حصار مفروض على المدينة من قبل الدعم السريع. بحلول 25 أيلول، استمرت الاشتباكات مع صد القوات المسلحة السودانية لهجمات كبيرة من الدعم السريع. قُتِلَ شخص واحد في مخيم أوتاش للاجئين في الاشتباكات في اليوم 25، مما رفع إجمالي عدد الضحايا المدنيين في المخيم إلى 29 قتيلًا و45 جريحًا منذ بداية الحرب. كان عبد الرحيم دقلو، شقيق زعيم الدعم السريع حميدتي، في نيالا يقود قوات الدعم السريع في وحول المدينة في أواخر أيلول
في أوائل تشرين الأول، زعم جنود الفرقة السادسة عشر للمشاة صد هجوم كبير من الدعم السريع على القاعدة، مما تسبب في خسائر كبيرة بين صفوف الأخير. في حملات القصف اللاحقة على القاعدة، تضررت أحياء الجير والنهضة. انتقل العديد من سكان جنوب نيالا إلى أحياء شمالية مثل تكساس والكراري وطيبة، نظرًا لتشديد الدعم السريع للحصار.
في 23 و 24 تشرين الأول، شن الدعم السريع هجومًا كبيرًا، حيث احتل المستشفى العسكري للقوات المسلحة السودانية، ومستودع الوقود للقوات المسلحة السودانية، ومركز التلفزيون في نيالا، وأحاط بالكامل بمقر الفرقة السادسة عشر للمشاة. خلال الهجوم، أكد المدنيون أنهم دفنوا 32 جثة. كانت الأحياء المحيطة بالفرقة السادسة عشر للمشاة خالية من السكان. في 26 تشرين الأول، احتل الدعم السريع مقر الفرقة السادسة عشر للمشاة وشن هجومًا عليه، وهو آخر معقل رئيسي للقوات المسلحة السودانية. أدى الاحتلال إلى تعزيز السيطرة الكاملة للدعم السريع على نيالا. أظهرت مقاطع الفيديو بعد احتلال المدينة عشرات الجثث لجنود القوات المسلحة السودانية الذين قتلوا على أساسه. حسب مزاعم الدعم السريع قتل 2000 جندي من القوات المسلحة السودانية في الهجوم.

## النتائج اللاحقة
بعد احتلال نيالا، ظهرت مقاطع فيديو تظهر مقاتلي الدعم السريع وهم يقتلون أعضاء من الجيش الشعبي لتحرير السودان - المجلس الانتقالي. كما اندلعت اشتباكات بين الدعم السريع وتجمع قوى تحرير السودان بقيادة الطاهر حجار في 26 تشرين الأول، حيث أعلن التنظيم مقتل 15 مقاتلًا في الاشتباكات في نيالا.
بعد احتلال المدينة، أعلن عبد الرحيم دقلو أن الدعم السريع سيحاول وقف النزاعات داخل صفوف الجنود الباقين في القوات المسلحة السودانية. انشق العديد من جنود القوات المسلحة السودانية إلى الدعم السريع - على الأقل 60 جنديًا - بعد مفاوضات مع دقلو وممثلي المسيرية. ومع ذلك، لم يتفاوض القائد في القوات المسلحة السودانية في ذلك الوقت، حسين محمد جودت.

.